# カルメ焼き

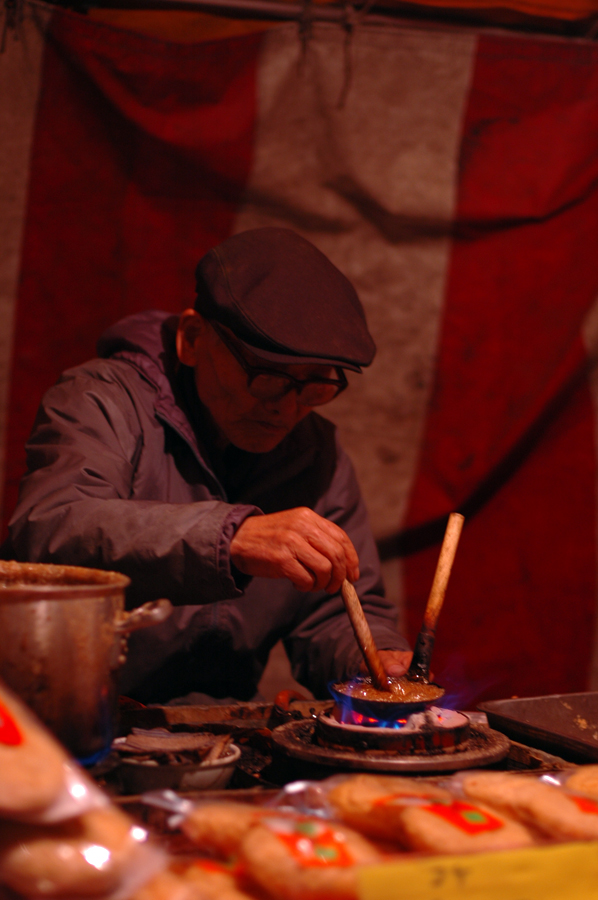
カルメ焼きを販売する人

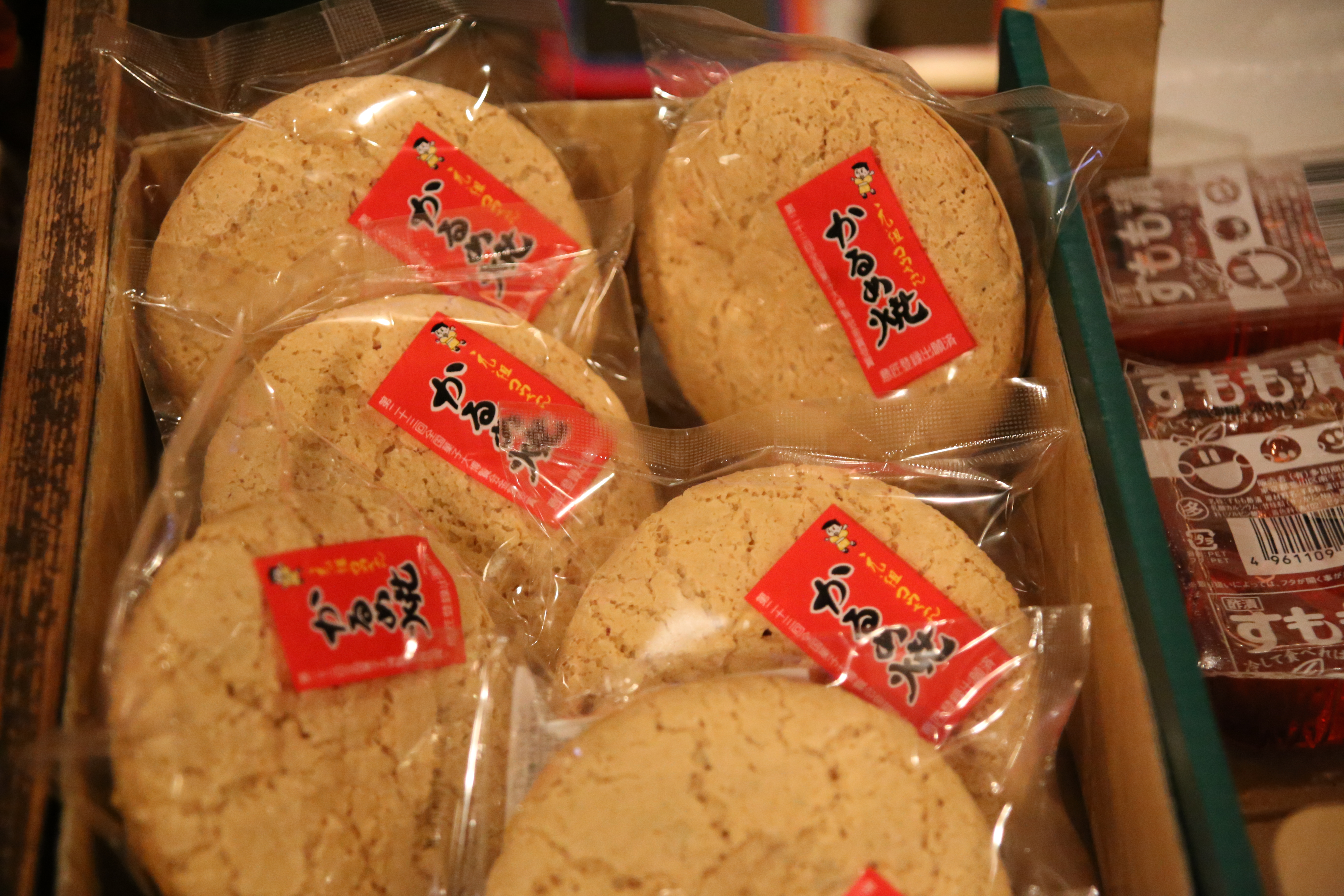
販売されるカルメ焼きの一例

カルメ焼き（カルメやき、軽目焼）は菓子の一種。カルメラ、カルメラ焼き、かるやきとも称される駄菓子の一種で、祭りや縁日の露店などで実演販売される。
ポルトガル語の「甘いもの」（caramelo）を語源とする。西洋圏でも同様の菓子としてハニカムトフィーというトフィーの一種が存在するが、カルメ焼きはそれよりも大きめのサイズである。

## 概要
直径10cm前後、厚さ4～5cm程度に中央が膨らんだ、飴を発泡させた砂糖菓子で、サクサクした歯応えと濃厚な甘味、カラメルのような焦げ砂糖の香ばしい風味がある。

## 製法
水、砂糖、重曹を材料として、融かす熱源、融かし固める円型、攪拌棒を用いて作る。
ザラメまたは三温糖を少量の水とともに加熱して溶かし、125℃に達したら重曹を加え、手早くかき混ぜて炭酸ガスの発泡を促し、冷却しながら軽石状に固める。冷却の際は、発泡して膨らんだ状態で固めて成型する。重曹の代わりに卵白を用いた時期もある。
グラニュー糖、金属製おたま、箸、家庭用コンロを用い、炭酸水素ナトリウムの熱分解実験として例示する理科の教科書もみられる。ただし、生徒実験としての難易度は高い。生徒実験の際は、砂糖水溶液の温度を125℃〜130℃まで上げること、温度上昇後は10〜30秒間静止すること、あわてて発泡剤を加えないこと、膨らみ始めるまで発泡剤を加えて10秒以上激しくかき混ぜることがコツである。